# Сіблі (Північна Дакота)
Сіблі (англ. Sibley) — місто (англ. city) в США, в окрузі Барнс штату Північна Дакота. Населення — 19 осіб (2020).

## Географія
Сіблі розташоване за координатами 47°13′7″ пн. ш. 97°57′55″ зх. д. / 47.21861° пн. ш. 97.96528° зх. д. (47.218674, -97.965294).  За даними Бюро перепису населення США в 2010 році місто мало площу 0,11 км², уся площа — суходіл.

## Демографія
Згідно з переписом 2010 року, у місті мешкало 30 осіб у 18 домогосподарствах у складі 9 родин. Густота населення становила 264 особи/км².  Було 50 помешкань (440/км²).
Расовий склад населення:
| - 96,7 % — білих - 3,3 % — корінних американців |

До двох чи більше рас належало 0,0 %. Частка іспаномовних становила 0,0 % від усіх жителів.
За віковим діапазоном населення розподілялося таким чином: 6,7 % — особи молодші 18 років, 30,0 % — особи у віці 18—64 років, 63,3 % — особи у віці 65 років та старші. Медіана віку мешканця становила 67,0 року. На 100 осіб жіночої статі у місті припадало 130,8 чоловіків;  на 100 жінок у віці від 18 років та старших — 133,3 чоловіків також старших 18 років.
За межею бідності перебувало 42,4 % осіб, у тому числі 0,0 % дітей у віці до 18 років та 40,0 % осіб у віці 65 років та старших.
Цивільне працевлаштоване населення становило 20 осіб. Основні галузі зайнятості: мистецтво, розваги та відпочинок — 65,0 %, науковці, спеціалісти, менеджери — 15,0 %, освіта, охорона здоров'я та соціальна допомога — 10,0 %.